# Герб Воротынска
Герб городского поселения «посёлок Воротынск» Бабынинского муниципального района Калужской области Российской Федерации — является официальным символом муниципального образования.
Герб утверждён решением № 2 Собрания представителей городского поселения «Поселок Воротынск» 24 февраля 2011 года.
Герб внесён в Государственный геральдический регистр Российской Федерации под регистрационным номером 6657.

## Описание герба
«В золотом поле, усеянном десятью червлёными (красными) колосьями, чёрный лемех острием вверх. В вольной части — герб Калужской области. Щит увенчан муниципальной короной установленного образца».

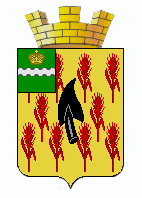
Герб Воротынска с короной

Воспроизведение герба, независимо от назначения и случая использования, допускается с дополнительными элементами (в виде щита с короной и вольной частью, в виде щита с короной, в виде щита с вольной частью) или без дополнительных элементов, в виде одного щита. Изображения герба как в виде одного щита, так и с дополнительными элементами, являются равнозначными, равноценными и равно приемлемыми во всех случаях официального использования.

## Символика герба
В Положении о гербе толкование символики записано следующим образом:
«Герб муниципального образования „Поселок Воротынск“ Калужской области старинный, Высочайше пожалован уездному городу Воротынску Калужской губернии в 1917 году. Восстановлен с дополнительными элементами (короной и вольной частью), указывающими на современный статус и региональную принадлежность Воротынска».

## История герба
Город Воротынск был основан в XII веке.
В 1776 году Воротынск стал заштатным городом Перемышльского уезда Калужского наместничества, а с 1796 года — Калужской губернии.
В 1899 году в трёх километрах севернее исторического города Воротынск при новой железнодорожной станции возник посёлок Воротынск, ныне центр городского поселения «Посёлок Воротынск». После Октябрьской революции исторический Воротынск утратил статус города и стал селом.
В 1859 году, в период геральдической реформы Кёне, вместе с новыми проектами гербов городов Калужской губернии, был разработан первый проект герба Воротынска.
«В золотом поле щита, усеянного десятью колосьями, — лемех черный острием вверх. В вольной части герб Калужской губернии. Щит увенчан червлёной стенчатой короной и окружён золотыми колосьями, соединёнными Александровской лентой».
Герб в тот период Высочайше утверждён не был.
В 1914 году император Николай II принял решение, подтверждающее геральдическую реформу Кёне, начатую при Александре II. Решение, в частности, обязывало помещать в вольной части герба уездного города губернский герб. Гербовое отделение начало рассылать на места копии гербов, рисунки которых были готовы. Первая мировая война затормозила эту работу, а Октябрьская социалистическая революция полностью его прекратила. В Калугу новые гербы Калужской губернии, вместе с гербом Воротынска, так и не были высланы.
По информации калужского историка, член-корреспондента Всероссийского геральдического общества И. Е. Горолевича герб города. Воротынск был утверждён только в 1917 году..
Автором идеи восстановления и реконструкции исторического герба Воротынска в качестве официального символа современного Воротынска были депутат Районного Собрания Э. С. Мамбетшаев и его помощник, юрист Лидия Васильевна Бермас.
Проект современного герба подготовленный ими был одобрен Законодательным Собранием Калужской области и Геральдическим советом при Президенте Российской Федерации.
24 февраля 2011 года Решением Собрания представителей городского поселения «Посёлок Воротынск» был утверждён герб Воротынска и Положение о гербе.
29 марта 2011 года герб был внесён в Государственный геральдический регистр Российской Федерации (Протокол № 58).
По рекомендации Геральдического совета современный герб претерпел некоторые изменения по сравнению с историческим гербом Воротынска: из герба были убраны колосья вокруг щита, переплетённые Александровской лентой. Червлёную корону заменили на золотую.
Известен официально не утверждённый проект герба (гербовидной эмблемы) посёлка Воротынск. В голубом поле чёрные силуэты производственных строений, над ними эмблема ВВС СССР на фоне расходящихся солнечных лучей, над зелёным основанием волнообразный серебряный пояс. В данном проекте герба нарушено одно из основных геральдических правил — правило тинктур, запрещающее накладывать финифть на финифть.